# 1810
1810 (MDCCCX) byl rok, který dle gregoriánského kalendáře započal pondělím.

## Události
- 20. červenec – Byla vyhlášena nezávislost Kolumbie.
- 21. srpna – Švédský parlament schválil francouzského maršála Jeana-Baptista Bernadotte jako korunního prince.
- 16. září – Mexiko vyhlásilo nezávislost na Španělsku (definitivní nezávislost po válce v roce 1821).
- 18. září – Chile vyhlásilo nezávislost.
- 17. říjen – V Mnichově se poprvé konala slavnost Oktoberfest.

### Probíhající události
- 1803–1815 – Napoleonské války
- 1804–1813 – Rusko-perská válka
- 1804–1813 – První srbské povstání
- 1806–1812 – Rusko-turecká válka
- 1806–1814 – Kontinentální blokáda
- 1808–1814 – Španělská válka za nezávislost
- 1809–1810 – Mauricijské tažení
- 1810–1821 – Mexická válka za nezávislost

## Narození

### Česko

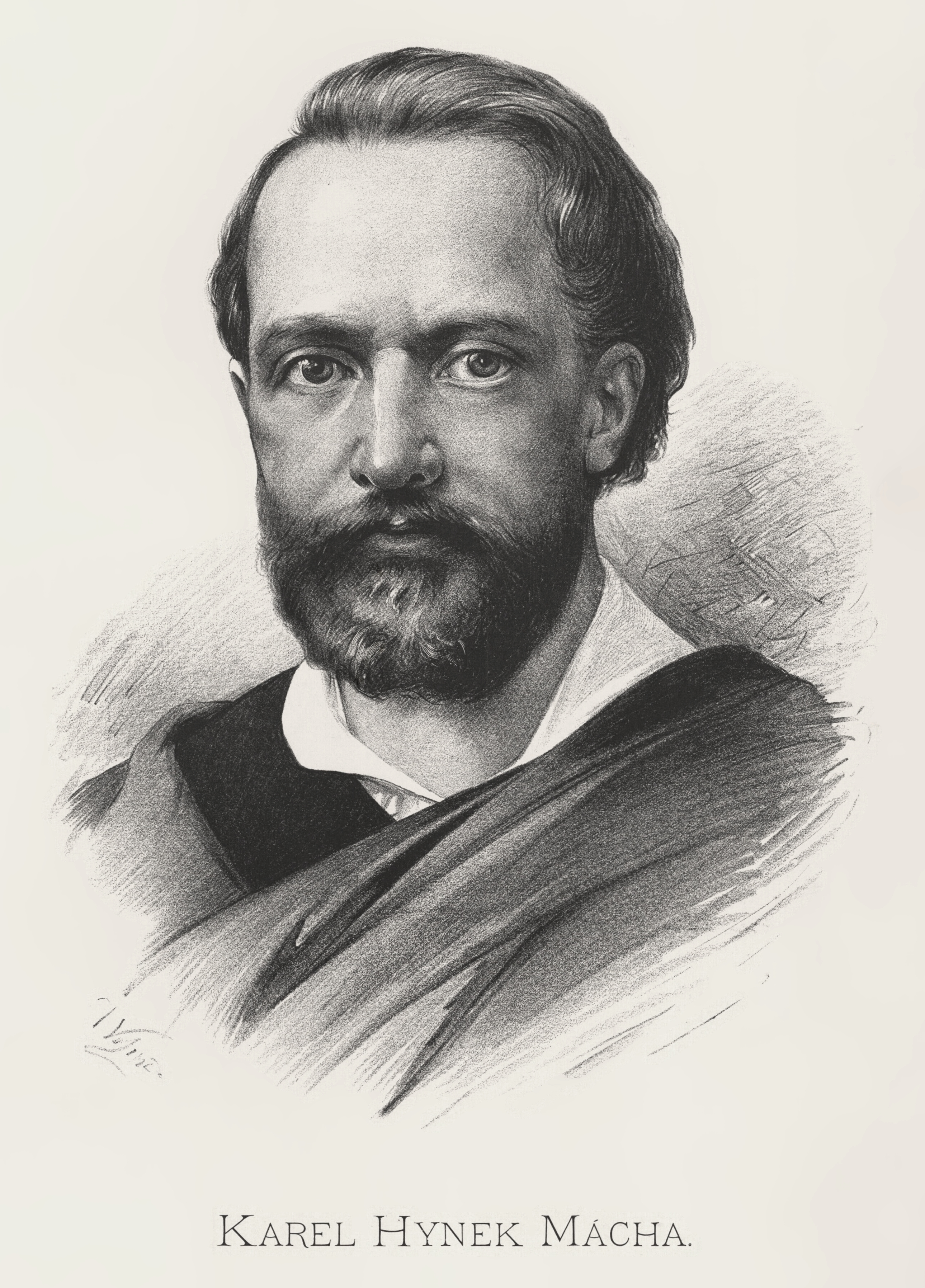
Karel Hynek Mácha (* 16. listopadu)

- 19. ledna – František Pankrác, plzeňský advokát, politik a podnikatel († 11. února 1875)
- 22. ledna – František August Brauner, právník a politik († 21. června 1880)
- 25. ledna – Alfons Friedrich Mensdorff-Pouilly, šlechtic, politik a velkostatkář († 10. února/10. prosince 1894)
- 03. února – Ludwig August Frankl von Hochwart, lékař, novinář, spisovatel, představitel vídeňské židovské obce († 12. března 1894)
- 05. února – Jan Vilém Helfer, lékař, přírodovědec a cestovatel, původem z Prahy († 22. ledna 1840)
- 08. února – František Piťha, chirurg, urolog, rektor Univerzity Karlovy († 29. prosince 1875)
- 17. února – Josef Zikmund, advokát a politik († 12. prosince 1868)
- 25. února – Celestýn Opitz, chirurg, průkopník anesteziologie († 7. prosince 1866)
- 05. března – Josef Brzorád, statkář a politik, poslanec Českého zemského sněmu († 13. července 1899)
- 14. března – Antonín Vincenc Šlechta, lékař-balneolog († 2. ledna 1886)
- 28. března – Anton Ryger, rakousko-český právník a politik, poslanec Říšské rady († 1. prosince 1887)
- 11. dubna
  - Anton von Jaksch, lékař, profesor Univerzity Karlovy ( † 2. září 1887)
  - Jan Rudolf Kutschker, římskokatolický duchovní, profesor morálky na teologické fakultě v Olomouci († 23. ledna 1881)
- 03. května – Leopold Wackarž, vyšebrodský opat a generál cisterciáků († 13. prosince 1901)
- 05. května – Anton Mansuet Richter, právník a politik německé národnosti († 4. ledna 1880)
- 08. května – Bedřich František z Thun-Hohensteinu, šlechtic, velkostatkář, politik a rakouský diplomat († 24. září 1881)
- 15. května – Jan Karel Škoda, kněz a spisovatel († 31. prosince 1876)
- 21. května – Eduard Kratzmann, lékař, docent 1. lékařské fakulty Univerzity Karlovy († 29. dubna 1865)
- 06. června – Ludwig Ehrlich von Treuenstätt starší, starosta Liberce a poslanec Českého zemského sněmu († 27. června 1869)
- 30. června – Stanko Vraz, chorvatský a slovinský spisovatel († 24. května 1851)
- 01. července
  - Petr Miloslav Veselský, archivář, spisovatel a dějepisec († 9. července 1889)
  - Karel Stiebitz, česko-rakouský právník a politik († 12. listopadu 1887)
- 05. července – Anton Schreiter, rakousko-český právník a politik, poslanec Českého zemského sněmu († 24. března 1884)
- 20. července – Alois Turek, architekt a mecenáš umění († 26. prosince 1893)
- 27. července – Prokop Ondrák, katolický kněz a pedagog, překladatel z francouzštiny a italštiny († 3. května 1873)
- 18. srpna – Josef Hamerník, lékař, profesor Univerzity Karlovy († 22. května 1887)
- 20. srpna – Jan Kaška, herec († 21. července 1869)
- 28. srpna – František Bouček, lékař a zakladatel první poděbradské nemocnice († 12. září 1882)
- 31. srpna – František Doucha, spisovatel († 11. listopadu 1884)
- 18. září – Josef Šícha, lékař a politik († 18. ledna 1894)
- 21. září – Jan Ohéral, spisovatel a novinář († 22. června 1868)
- 26. září
  - Eduard Claudi, politik německé národnosti († 27. září 1884)
  - Gustav Obst, rakousko-český statkář a poslanec Říšské rady († 21. října 1894)
- 01. října – Josef Václav Justin Michl, národní buditel, katolický kněz, středoškolský profesor a spisovatel († 13. března 1861)
- 19. října – Emanuel Max, sochař († 21. února 1901)
- 24. října – Carl Budischowsky, podnikatel († 26. dubna 1884)
- 11. listopadu – Alois Larisch, zakladatel vlnařských továren v Krnově († 25. června 1880)
- 16. listopadu – Karel Hynek Mácha, básník († 6. listopadu 1836)
- 05. prosince – Jan Lillich, děkan teologické fakulty v Olomouci († 13. září 1849)
- neznámé datum
  - Josef Glaßner, starosta Znojma († 1890)
  - Jan Bechyna, vrah a domnělý hudební skladatel († 16. října 1834)
  - Friedrich Harant, rakouský politik původem z Jihlavy († 1. února 1886)
  - August Göttinger, česko-německý lékař, chirurg a porodník v Brně († 6. února 1849)

### Svět

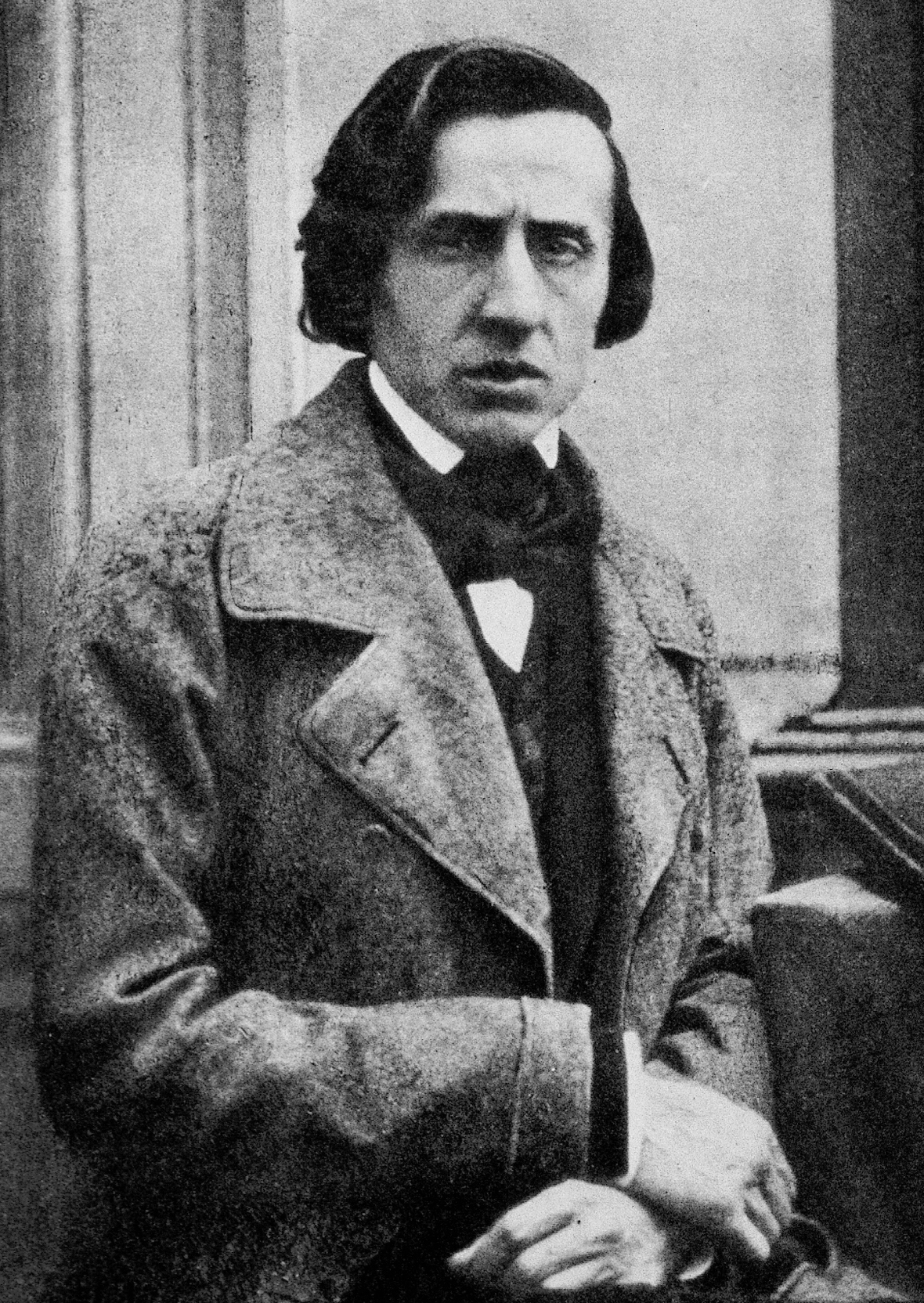
Fryderyk Chopin

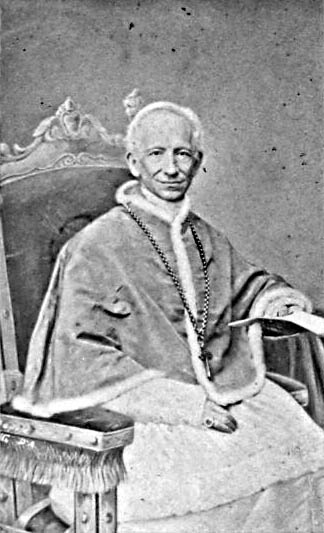
Lev XIII. (* 2 března)

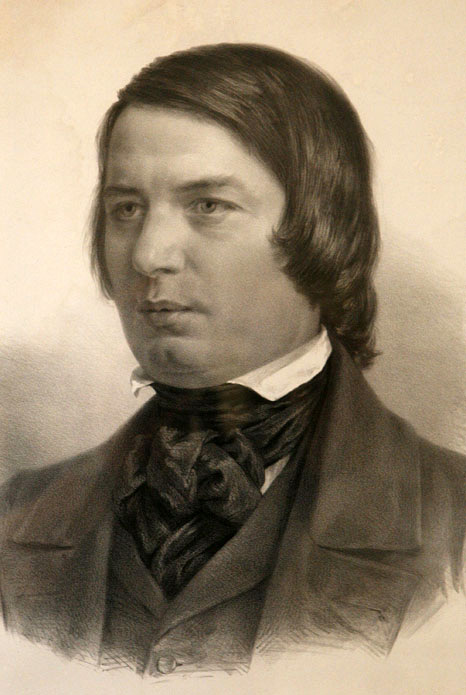
Robert Schumann (* 8. června)

- 03. ledna – Antoine Thomson d'Abbadie, francouzský kartograf a cestovatel († 19. března 1897)
- 12. ledna
  - Ferdinand II. Neapolsko-Sicilský, král Obojí Sicílie († 22. květen 1859)
  - John Dillwyn Llewelyn, britský botanik a fotograf († 24. srpna 1882)
- 15. ledna – John Evan Thomas, velšský sochař († 9. října 1873)
- 17. ledna – Leopold Dukes, rakouský literární historik († 3. srpna 1891)
- 19. ledna – Talhaiarn, velšský básník a architekt († říjen 1869)
- 23. ledna – Zdzisław Zamoyski, polský šlechtic a politik († 13. srpna 1855)
- 29. ledna – Ernst Eduard Kummer, německý matematik († 14. května 1893)
- 02. února – Heinrich Kümmel, německý sochař († 30. prosince 1855)
- 03. února – Andrew Scott Waugh, britský armádní důstojník a zeměměřič († 21. února 1878)
- 05. února – Ole Bull, norský houslista a hudební skladatel († 17. srpna 1880)
- 08. února – Éliphas Lévi, francouzský okultista, autor knih na stejné téma († 31. května 1875)
- 15. února – Giovanni Lanza, italský politik († 9. března 1885)
- 19. února – Lauro Rossi, italský dirigent, hudební skladatel a pedagog († 5. května 1885)
- 20. února – Henri Martin, francouzský historik a politik († 14. prosince 1883)
- 22. února
  - Fryderyk Chopin, polský hudební skladatel († 17. října 1849)
  - Miklós Barabás, maďarský malíř († 12. února 1898)
  - Holger Simon Paulli, dánský dirigent a hudební skladatel († 23. prosince 1891)
- 25. února – Pavlína Württemberská, nasavská vévodkyně († 7. července 1856)
- 02. března – Lev XIII., papež († 20. července 1903)
- 06. března – Paul Émile de Puydt, belgický botanik a ekonom († 28. května 1888)
- 10. března – Auguste Boniface Ghiesbreght, belgický botanik a cestovatel († 7. února 1893)
- 06. dubna – Philip Henry Gosse, britský přírodovědec († 23. srpna 1888)
- 10. dubna – Benjamin Day, americký vydavatel novin († 21. prosince 1889)
- 11. dubna – Viktor Ivanovič Močulskij, ruský entomolog († 5. června 1871)
- 17. dubna – Georg von Mitis, ministr spravedlnosti Předlitavska († 25. července 1889)
- 23. dubna – Eugène Belgrand, pařížský inženýr († 8. dubna 1878)
- 03. května – Eugen Megerle von Mühlfeld, rakouský právník a politik německé národnosti († 24. května 1868)
- 04. května – Alexandre Colonna-Walewski, francouzský politik († 27. října 1868)
- 09. května
  - Johann Hönig, rakouský matematik († 26. října 1886)
  - Marianna Oranžská, princezna pruská († 29. května 1883)
- 10. května – Johann Hönig, rakouský matematik, vysokoškolský pedagog a politik († 26. října 1886)
- 18. května – Francesco Maria Piave, italský operní libretista († 5. března 1876)
- 20. května – Algernon Percy, 6. vévoda z Northumberlandu, britský šlechtic a politik († 2. ledna 1899)
- 21. května
  - Ignaz von Plener rakouský politik († 17. února 1908)
  - Gustav Gisevius, pastor evangelických Poláků v pruském Mazovsku († 7. května 1848)
  - Leopold Löw, slovenský rabín a jeden z představitelů konzervativního judaismu († 13. října 1875)
- 23. května – Margaret Fuller, americká novinářka († 19. července 1850)
- 26. května – Christen Købke, dánský malíř († 7. února 1848)
- 02. června – Konstancja Gładkowska, polská zpěvačka († 20. prosinec 1889)
- 07. června – Anton Dreher, rakouský pivovarník († 27. prosince 1863)
- 08. června – Robert Schumann, německý hudební skladatel († 29. července 1856)
- 09. června – Otto Nicolai, německý hudební skladatel a dirigent († 11. května 1849)
- 17. června
  - Ferdinand Freiligrath, německý revoluční básník a překladatel († 18. března 1876)
  - Heinrich Perger von Pergenau, rakouský politik a poslanec Říšské rady († 25. září 1878)
- 19. června
  - Ferdinand David, německý houslový virtuóz a skladatel († 18. července 1873)
  - Ignaz Mayer, rakouský podnikatel v lodním průmyslu a politik († 31. srpna 1876)
- 23. června – Fanny Elsslerová, rakouská tanečnice († 27. listopadu 1884)
- 30. června – Stanko Vraz, chorvatský a slovinský spisovatel († 24. května 1851)
- 05. července – Phineas Taylor Barnum, americký podnikatel a zakladatel cirkusu († 7. dubna 1891)
- 11. července – Auguste Bussière, francouzský literární kritik († 11. května 1891)
- 15. července – Johann Jacob Löwenthal, maďarský šachový mistr († 20. července 1876)
- 19. července – Othmar Helferstorfer, rakouský římskokatolický duchovní († 25. října 1880)
- 21. července – Henri Victor Regnault, francouzský chemik, fyzik a fotograf († 19. ledna 1878)
- 24. července – Konrad Schmidt, rakouský politik ze Sedmihradska, poslanec Říšské rady († 6. února 1884)
- 30. července – Leonhard von Blumenthal, pruský polní maršál († 22. prosince 1900)
- 31. července – Julian Fontana, polský klavírista a hudební skladatel († 24. prosince 1869)
- 10. srpna – Camillo Benso Cavour, první italský premiér († 6. června 1861)
- 11. srpna – Karl Mayet, německý šachový mistr († 18. května 1868)
- 18. srpna – Jules Perrot, baletní mistr Carského baletu v Petrohradě († 29. srpna 1892)
- 28. srpna – Constant Troyon, francouzský malíř krajin a zvířat († 21. února 1865)
- 03. září – Ferdinand Filip Orleánský, královský princ a orleánský vévoda († 13. července 1842)
- 07. září – Hermann Heinrich Gossen, německý ekonom a revoluční myslitel († 13. února 1858)
- 16. září – Sidney Herbert, britský státník a šlechtic († 2. srpna 1861)
- 20. září – Leonard de Koningh, nizozemský malíř, kreslíř, litograf a fotograf († 17. února 1887)
- 26. září – August von Fligely, rakouský důstojník a kartograf († 12. dubna 1879)
- 29. září
  - Elizabeth Gaskellová, anglická spisovatelka († 12. listopadu 1865)
  - Marie Klementina Bagrationová, nelegitimní dcera knížete Klemense Václava z Metternichu († 26. května 1829)
- 01. října – Ludwig von Holzgethan, ministr financí Rakouského císařství († 11. června 1876)
- 04. října – Eliza McCardle Johnsonová, manželka 17. prezidenta USA Andrewa Johnsona († 15. ledna 1876)
- 06. října – Emilie Bieberová, průkopnická německá fotografka († 5. května 1884)
- 07. října
  - Peter Faber, dánský průkopník telegrafie, fotograf a hudební skladatel († 25. dubna 1877)
  - Martin Hočevar, rakouský podnikatel a politik slovinské národnosti († 17. dubna 1886)
  - Ján Kadavý, slovenský učitel a hudební skladatel († 11. srpna 1883)
- 08. října – Zacharij Zograf, bulharský malíř († 14. června 1853)
- 15. října – Ludwik Edward Helcel, rakouský politik z Haliče a poslanec Říšské rady († 13. listopadu 1872)
- 28. října – Stefano Conti, rakouský politik italské národnosti, poslanec Říšské rady († 27. dubna 1872)
- 05. listopadu – Franciszek Jan Smolka, rakouský a předlitavský politik polského původu († 4. prosince 1899)
- 07. listopadu – Ferenc Erkel, maďarský hudební skladatel († 15. července 1893)
- 18. listopadu – Asa Gray, americký botanik († 30. ledna 1888)
- 24. listopadu – Adolph Wegelin, německý malíř († 18. ledna 1881)
- 25. listopadu – Nikolaj Ivanovič Pirogov, ruský vědec, chirurg († 5. prosince 1881)
- 02. prosince – Joseph Andreas Zimmermann, rakouský evangelický funkcionář a politik († 18./19. května 1897)
- 05. prosince – Spyrydon Lytvynovyč, rakouský řeckokatolický duchovní a politik ukrajinské národnosti († 4. června 1869)
- 07. prosince – Theodor Schwann, německý vědec († 11. ledna 1882)
- 11. prosince – Alfred de Musset, francouzský básník († 2. května 1857)
- 20. prosince – Emanuel Heinrich Komers, rakouský ministr spravedlnosti († 18. ledna 1889)
- 23. prosince – Karl Richard Lepsius, německý egyptolog († 10. července 1884)
- 24. prosince – Wilhelm Marstrand, dánský malíř († 25. března 1873)
- 25. prosince
  - Lorenzo Langstroth, americký kněz a včelař († 6. října 1895)
  - Francis de La Porte de Castelnau, francouzský přírodovědec († 4. února 1880)
- neznámé datum
  - duben – Howard Staunton, anglický šachový mistr († 22. června 1874)
  - Intecu Akaboši, japonský profesionální hráč go († 19. října 1835)
  - Jóska Sobri, uherský lupič a zadunajský zbojník († 17. února 1837)
  - Carolina Uccelli, italská klavíristka a skladatelka († 1885)
  - August von Wehli, rakousko-uherský († 1892)

## Úmrtí

### Česko
- 07. ledna – Josef Lipavský, hudební skladatel žijící v zahraničí (* 22. února 1772)
- 17. února – Johann Georg Berger, rakouský průmyslník (* 15. dubna 1739)
- 24. března – Josef Valentin Zlobický, právník a jazykovědec (* 14. února 1743)
- 01. června – Jan Pavel Veselý, houslista a hudební skladatel žijící v zahraničí (* 24. června 1762)
- 09. srpna – Bernhard Adler, zakladatel Františkových Lázní (* 12. září 1783)
- neznámé datum
  - Prokop František Šedivý, spisovatel, buditel a herec (* 4. července 1764)

### Svět
- 16. ledna – Jekatěrina Daškovová, ruská kněžna, přítelkyně a spolupracovnice Kateřiny II. Veliké (* 17. března 1743)
- 23. ledna
  - Johann Wilhelm Ritter, německý chemik a fyzik (* 16. prosince 1776)
  - John Hoppner, anglický malíř portrétista (* 4. dubna 1758)
- 27. ledna – Scipione de' Ricci, italský římskokatolický duchovní a teolog, biskup pistoiský (* 19. ledna 1740)
- 20. února – Andreas Hofer, rakouský národní hrdina (* 22. listopadu 1767)
- 22. února – Charles Brockden Brown, americký spisovatel (* 17. ledna 1771)
- 24. února – Henry Cavendish, britský fyzik a chemik, objevitel vodíku (* 10. října 1731)
- 09. dubna – Alessandro Malaspina, italský mořeplavec (* 5. listopadu 1754)
- 08. května – Karolina Felizitas Leiningensko-Dagsburská, německá hraběnka (* 22. května 1734)
- 17. května – Robert Tannahill, skotský básník (* 3. června 1774)
- 31. května – William Martin, anglický přírodovědec a paleontolog (* 1767)
- 13. června – Johann Gottfried Seume, německý spisovatel a básník (* 29. ledna 1763)
- 20. června – Hans Axel von Fersen, švédský státník, voják a favorit francouzské královny Marie Antoinetty (* 4. září 1755)
- 26. června – Joseph-Michel Montgolfier, francouzský vynálezce (* 26. srpna 1740)
- 01. července – Pavlína ze Schwarzenbergu, kněžna ze Schwarzenbergu (* 2. září 1774)
- 15. července – Jean-Baptiste Rey, francouzský dirigent a hudební skladatel (* 18. prosince 1734)
- 19. července – Luisa Meklenbursko-Střelická, pruská královna, manželka Fridricha Viléma III. (* 10. března 1776)
- 27. července – Eugen Johann Christoph Esper, německý entomolog, botanik a patolog (* 2. června 1742)
- 02. srpna – Šarlota Žofie Sasko-Kobursko-Saalfeldská, meklenburská korunní princezna (* 24. září 1731)
- 07. srpna – Ondrej Plachý, slovenský evangelický farář a spisovatel (* 18. ledna 1755)
- 15. srpna – Tekla Teresa Łubieńská, polská dramatička, básnířka a překladatelka (* 6. června 1767)
- 30. srpna – Jan Filip Cobenzl, rakouský diplomat a státník (* 28. března 1741)
- 14. září – Vilém Florentin Salm-Salm, belgický biskup, arcibiskup pražský (* 10. května 1745)
- 16. října – Nachman z Braclavi, ukrajinský rabín a zakladatel dynastie Braclavských chasidů (* 4. dubna 1772)
- 19. října – Jean-Georges Noverre, francouzský tanečník a baletní mistr (* 29. dubna 1727)
- 30. října – Louis Jarente de Sénac d'Orgeval, francouzský biskup (* 1. června 1746)
- 10. listopadu – George Legge, 3. hrabě z Dartmouthu, britský státník a dvořan (* 3. října 1755)
- 13. listopadu – Marie Josefína Savojská, titulární francouzská královna jako manželka Ludvíka XVIII. (* 2. září 1753)
- 27. listopadu – Francesco Bianchi, italský hudební skladatel, (* 1752)
- 02. prosince – Philipp Otto Runge, německý malíř (* 23. července 1777)
- 08. prosince – Ange-François Fariau de Saint-Ange, francouzský básník a překladatel (* 13. října 1747)
- 10. prosince – Johann Christian Daniel von Schreber, německý lékař a přírodovědec (* 17. ledna 1739)
- 14. prosince – Cyrus Griffin, poslední předseda Konfederačního kongresu, právník a soudce ve Virginii (* 16. července 1748)
- 20. prosince – Marie Terezie z Ahlefeldtu, německá hudební skladatelka a klavíristka (* 28. února 1755)
- 31. prosince – William Cunnington, anglický archeolog (* 1754)
- neznámé datum
  - Domenico Fischietti, italský skladatel (* 1725)
  - William Bayly, britský astronom (* 1737)

## Hlavy států
- Francie – Napoleon Bonaparte (1799–1814)
- Osmanská říše – Mahmut II. (1808–1839)
- Prusko – Fridrich Vilém III. (1797–1840)
- Rakouské císařství – František I. (1792–1835)
- Rusko – Alexandr I. (1801–1825)
- Spojené království – Jiří III. (1760–1820)
- Španělsko – Josef Bonaparte (1808–1813)
- Švédsko – Karel XIII. (1809–1818)
- USA – James Madison (1809–1817)
- Papež – Pius VII. (1800–1823)
- Japonsko – Kókaku (1780–1817)